# 大谷ノブ彦のキスころ
大谷ノブ彦のキスころ（おおたにノブひこのキスころ）は、CBCラジオで放送しているラジオ番組。2016年10月7日放送開始。

## 概要
かつてCBCラジオの深夜で『ダイノジのキスで殺してくれないか』を担当していたダイノジの大谷ノブ彦が、各局でのパーソナリティ経験を経て再びCBCラジオに登場。グルメ、音楽、中日ドラゴンズなど、世の中のありとあらゆることをアツく語る内容。放送開始からは『大谷ノブ彦のキスで殺してくれないか』の題名、後に2017年4月から『大谷ノブ彦のキスころ』に改題。
単独番組としては2018年3月25日で一旦終了。2018年4月から『若狭敬一のスポ音』における10分間のフロート番組『大谷ノブ彦のキスころ濃縮版』になる。その一方で、2018年度の『CBCドラゴンズナイター』の中継予定カードが無い場合に、同枠で特別版『大谷ノブ彦のキスドラ』を放送していた。
大谷ノブ彦のキスころ濃縮版は、2022年10月からは隔週放送となった。2024年4月の改編により若狭敬一のスポ音の放送時間が短縮、及び収録番組に変更されることになったため、2024年3月で終了した。

## 放送時間
| 放送期間                       | 放送時間 |
| ------------------------------ | --- |
| 2016年10月7日 - 2016年10月28日 | 毎週金曜日 21:00 - 21:40                                                                                              |
| 2016年11月4日 - 2017年3月      | 毎週金曜日 20:00 - 21:45                                                                                              |
| 2017年4月2日 - 2018年3月25日   | 毎週日曜日 13:00 - 15:00                                                                                              |
| 2018年4月7日 - 2022年3月       | 若狭敬一のスポ音（毎週土曜日）内- 12:50 - 13:00ごろ（プロ野球シーズン中） - 14:05 - 14:15ごろ（プロ野球シーズンオフ） |
| 2022年4月 - 2024年3月          | 若狭敬一のスポ音（毎週土曜日）内- 隔週放送                                                                            |
| 1.                             | |

## 新春スペシャル、年末スペシャル
新春スペシャル
- 2017年1月3日 15:00 - 17:00（第一部）、18:00 - 21:45（第二部）
- 2019年1月2日 21:00 - 21:40、22:00 - 0:30
- 2020年1月1日 22:00 - 0:30（ダイノジのキスころスペシャルとして）

年末スペシャル
- 2017年12月30日 7:00 - 11:40

## 大谷ノブ彦のキスドラ
- 第1回は、2018年5月3日に放送（中日を含めた全球団がデーゲームであったため）。
- 第2回は、2018年7月12日に放送（この日はフレッシュオールスターゲーム開催日であるが、JRN全国中継廃止の影響で、CBCでの中継も見送られたため）。
- 第3回は、2018年7月19日に放送（当日、プロ野球の試合開催が無かったため）。

2019年度以降は放送されておらず、当該時間帯は『ドラ魂ワイド』に統一されたが、2020年度には大谷がその『ドラ魂ワイド』の火曜パーソナリティを務めた。